# Рожевий нарцис
«Рожевий нарцис» (англ. Pink Narcissus) — американська артхаусна фентезійна еротична ЛГБТ драма 1971 року, знята режисером і фотографом Джеймсом Бідгудом. Сюжетом стрічки є візуалізація еротичних фантазій молодого гея-жиголо.
У березні 2016 року фільм увійшов до рейтингу 30-ти найвидатніших ЛГБТ-фільмів усіх часів, складеному Британським кіноінститутом (BFI) за результатами опитування понад 100 кіноекспертів, проведеного до 30-річного ювілею Лондонського ЛГБТ-кінофестивалю BFI Flare.

## Сюжет
Молодий хастлер в очікуванні чергового клієнта в своїх готельних апартаментах, уявляє собі майбутню зустріч, яка відбувається то ніби в гаремі султана, то в природній стихії під час грози і блискавок, то на сцені Колізею під час кориди, то в брудному привокзальному туалеті, то у ванні, повній сперми…

## У ролях
| Боббі Кендалл | ···· | Хастлер |
| Дон Брукс     | ···· | Ангел   |
| Чарльз Ладлам | ···· | Джон    |

## Виробництво та художні особливості
Фільм було знято переважно на 8-мм кіноплівку з яскравим, потойбічним освітленням і насиченими кольорами. Окрім фінальної сцени, яка була знята в лофті у центрі Мангеттена, всі сцени в повному обсязі (в тому числі й зовнішні) знімалися в невеликій нью-йоркській квартирі Д. Бідгуда протягом семи років (з 1963 по 1970 роки). В кінцевому результаті стрічка вийшла без справжнього прізвища режисера в титрах із зазначенням постановника, як Anonymous (анонімний). Лише в 1999 році Бідгуд оприлюднив своє авторство «Рожевого нарциса».
У головній ролі Джеймс Бідгуд зняв свою улюблену модель Боббі Кендалла, який після «Рожевого нарциса» більше не знявся в жодному фільмі.
Відверто кічевий стиль фільму «Рожевий нарцис» згодом був запозичений і розвинений художниками П'єром і Жилем.
У 2003 році фільм було перевидано дистриб'юторською кінокомпанією Strand Releasing.